# Ruslands Professional Football League
Ruslands Professional Football League er den tredje bedste fodboldliga i Rusland. Hvert år rykker fem hold op til Football National League. 
Professional Football League er opdelt i 5 zoner, PFL - Syd, PFL - Øst, PFL - Vest, PFL - Mellem og PFL - Ural-Povolzhye. Holdene der rykker ned fra Ruslands Professional Football League rykker ned i Amatør Ligaen.
| Fodbold | Spire Denne artikel om en fodboldturnering er en spire som bør udbygges. Du er velkommen til at hjælpe Wikipedia ved at udvide den. |